# Нижньодніпровськ-Вузол (локомотивне депо)
Локомотивне депо Нижньодніпровськ-Вузол (ТЧ-1 Нижньодніпровськ-Вузол, до 2015 року — відокремлений структурний підрозділ «Локомотивне депо Нижньодніпровськ-Вузол» державного підприємства «Придніпровська залізниця») — підприємство залізничного транспорту.
Входить до складу служби локомотивного господарства Придніпровської залізниці.
Здійснює перевезення пасажирів та вантажів, забезпечує всіх споживачів підприємства паливом і нафтопродуктами, а також виконує ремонт тягового рухомого складу залізниці.
Розташоване на станції Нижньодніпровськ-Вузол.

## Рухомий склад
- Електровози ВЛ8, ВЛ11М6, ДЕ1
- Тепловози 2ТЕ116